# Бельграно II
Бельгра́но II (англ. General Belgrano II Base) — аргентинская научно-исследовательская полярная станция, расположенная в Антарктиде, на берегу моря Уэдделла. Эта станция является самой южной постоянной станцией Аргентины.

## История
В 1955 г. генерал Эрнан Пухато основал первую станцию Бельграно. 5 февраля 1979 г. была открыта станция Бельграно II в качестве последовательницы первой базы. Бельграно III функционировала 4 года, в 1980—1984 годах. Сейчас функционирует только Бельграно II, которая с 2006 года является самой южной постоянной аргентинской станцией.

## Климат
Тип климата — антарктический. Самый теплый месяц — январь, когда средняя температура воздуха составляет —2,4 °С со средним максимумом 0,6 °С, а самый холодный — август, со средней температурой воздуха —19,7 °С и средним минимумом —24,1 °С.